# Rachid Nejmetdinov
Rachid Gibiatovitch Nejmetdinov (en russe : Рашид Гибятович Нежметдинов ; en tatar : Рәшит Һибәт улы Нәҗметдинов, Räşit Hibät ulı Näcmetdinov) est un joueur d'échecs tatar puis soviétique éminent, né le 15 décembre 1912 à Aktioubinsk en Empire russe (aujourd'hui Kazakhstan) et mort le 3 juin 1974 à Kazan.

## Biographie
Rachid Nejmetdinov était un joueur d'attaque féroce et imaginatif, il faisait peur à plusieurs champions soviétiques, il obtint le titre de maître international mais pas celui de grand maître international. Il a gagné quelques parties contre des joueurs réputés tels Mikhail Tal, David Bronstein, Boris Spassky, Lev Polougaïevski ou Efim Geller : il a un score positif dans les 20 parties qu'il a jouées contre les champions du monde.
Il a remporté le championnat de la RSFS de Russie à cinq reprises (1950, 1951, 1953, 1957 et 1958), et a été un secondant de Mikhail Tal pour ses matchs de championnat du monde contre Mikhail Botvinnik.

## Citations
- « Personne ne voit les combinaisons comme le fait Nejmetdinov. » Mikhail Botvinnik[3]
- Lev Polougaïevski considère Rachid Nejmetdinov comme « le plus grand maître de l'initiative »[4]
- « Ses parties révèlent la beauté des échecs et vous font aimer aux échecs non pas les points et les titres, mais l'harmonie magnifique et l'élégance de ce monde. » Mikhail Tal[5]

## Une partie très célèbre
Lev Polougaïevski- Nejmetdinov, Championnat d'URSS 1958, Sotchi (Russie) :
1. d4 Cf6 2. c4 d6 3. Cc3 e5 4. e4 exd4 5. Dxd4 Cc6 6. Dd2 g6 7. b3 Fg7 8. Fb2 0-0 9. Fd3 Cg4 10. Cge2 Dh4 11. Cg3 Cge5 12. 0-0 f5 13. f3 Fh6 14. Dd1 f4 15. Cge2 g5 16. Cd5 g4 17. g3 fxg3 18. hxg3 Dh3 19. f4 Fe6 20. Fc2 Tf7 21. Rf2 Dh2+ 22. Re3 Fxd5 23. cxd5 Cb4 24. Th1 Txf4 25. Txh2 Tf3+ 26. Rd4 Fg7 27. a4 c5+ 28. dxc6ep bxc6 29. Fd3 Cexd3+ 30. Rc4 d5+ 31. exd5 cxd5+ 32.Rb5 Tb8+ 33. Ra5 Cc6+ 0-1 (le mat est imparable par 34. Ra6 Cdb4#).
Cette partie a été analysée dans un livre entier par Eric Schiller. Schiller déclare que Mikhaïl Tal y voyait la plus belle partie de tous les temps.